# كيد فيرتشايلد
كيد فيرتشايلد (بالإنجليزية: Cade Fairchild)‏ هو لاعب هوكي الجليد أمريكي، ولد في 15 يناير 1989 في دولوث في الولايات المتحدة.

## وصلات خارجية
- كيد فيرتشايلد على موقع دوري الهوكي الوطني (الإنجليزية)
- كيد فيرتشايلد على موقع قاعة مشاهير الهوكي (لاعب أن.إتش.أل) (الإنجليزية)
- كيد فيرتشايلد على موقع EliteProspects.com (الإنجليزية)
- كيد فيرتشايلد على موقع Eurohockey.com (الإنجليزية)
- كيد فيرتشايلد على موقع HockeyDB.com (الإنجليزية)
- كيد فيرتشايلد على موقع Hockey-Reference.com (الإنجليزية)